# Höhennetz

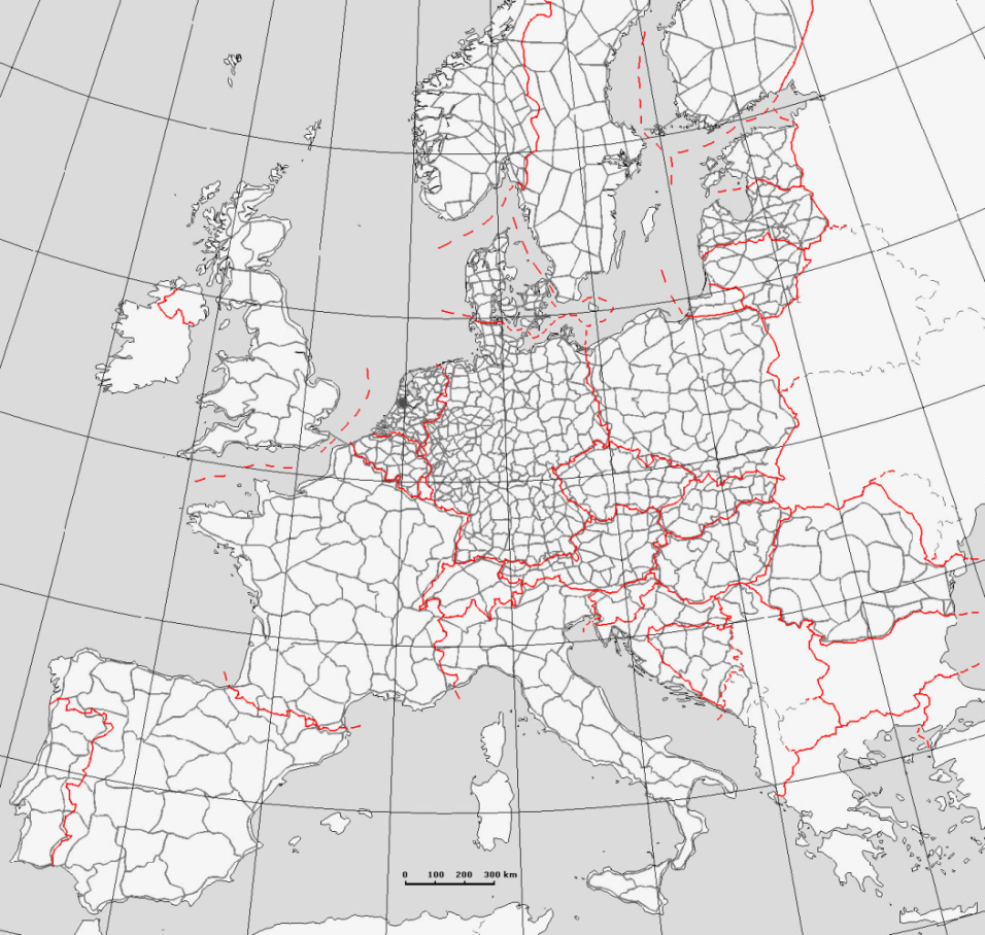
Europäisches Grundlagen-Höhennetz UELN-95

Unter Höhennetz versteht man in der Geodäsie ein Vermessungsnetz, von dessen Punkten nur die Höhen über Meeresniveau, nicht aber die horizontalen Koordinaten eingetragen sind. Die Lage der Punkte wird i.a. nur auf einer Skizze (Punktbeschreibung) oder einem Plan verzeichnet.
Die Punkte bilden die Grundlage für Höhenmessungen weiterer Punkte. Ihre Vermarkung erfolgt – ähnlich wie bei den dreidimensionalen Festpunkten – durch Metallmarken im Boden, durch Turmbolzen an Gebäuden oder (seltener) durch frostsicher im Boden eingebrachte Steine. Ein systematisch angelegtes, flächendeckendes Höhennetz eines ganzen Landes wird Höhenfestpunktfeld genannt.

## Messmethoden
Das Basisnetz amtlicher Höhennetze wird überwiegend durch Präzisionsnivellement bestimmt. Dessen rasterförmige Linien sind in Abständen von etwa 50–100 km angelegt (siehe obiges Bild). Sie verlaufen entlang übergeordneter Verkehrsnetze (Bahnlinien, Straßen) und haben Genauigkeiten von einigen Zehntel Millimetern. Die Berechnung aus den gemessenen Höhendifferenzen – bzw. aus ergänzendem GPS-Levelling – erfolgt durch Netzausgleichung.
In dieses Grundlagennetz von genauen Knotenpunkten werden Verdichtungsnetze eingefügt, deren Punkte etwa Kilometer-Abstände besitzen, im verbauten Gebieten auch enger. Hier wird neben dem Nivellement auch trigonometrische Höhenmessung angewandt.
Die Höhen über dem Meeresspiegel (Geoid) beziehen sich in Mittel- und Westeuropa überwiegend auf Normalnull (Amsterdam) bzw. auf die Pegel von Marseille, Turin oder Triest. Ihre theoretische Grundlage können orthometrische Höhen (physikalische Niveauflächen) oder Normalhöhen (bezüglich Quasigeoid) sein.